# Tyler Posey
Tyler Garcia Posey (ur. 18 października 1991 w Santa Monica) – amerykański aktor i muzyk.

## Życiorys
Posey urodził się w Santa Monica w Kalifornii jako syn Cyndi Garcii i aktora Johna Poseya. Jego rodzina jest pochodzenia irlandzkiego, angielskiego, meksykańskiego i francuskiego. Wychowywał się z dwoma braćmi – Derekiem i Jessem – oraz siostrą Mayrą. Jego matka zmarła w 2014 roku na nowotwór. Uczęszczał do Hart High School w Santa Clarita. Był liderem grupy Lost In Kostko. Do kwietnia 2019 roku stał na czele pop-punkowego zespołu PVMNTS, w którym grał na gitarze i śpiewał.
Był zaręczony ze swoją długoletnią partnerką Seaną Gorlick. Od końca 2017 roku spotyka się z Sophią Taylor Ali, z którą zagrał w filmie Prawda czy wyzwanie.

## Filmografia
| Rok       | Film                           | Rola            | Informacje               |
| Film      | Film                           | Film            | Film                     |
| --------- | ------------------------------ | --------------- | ------------------------ |
| 2000      | Siła i honor                   | chłopiec        | niewymieniony w czołówce |
| 2002      | Na własną rękę                 | Mauro           |                          |
| 2002      | Pokojówka na Manhattanie       | Ty Ventura      |                          |
| 2005      | Inside Out                     | Obert           |                          |
| 2007      | Veritas, Prince of Truth       | Mouse Gonzalez  |                          |
| 2010      | Legendary                      | Billy Barrow    |                          |
| 2011      | White Frog                     | Doug            |                          |
| 2013      | Straszny film 5                | David           |                          |
| 2018      | Prawda czy wyzwanie            | Lucas           | rola główna              |
| Telewizja |                                |                 |                          |
| 2001–2004 | Doc                            | Raul Garcia     | epizod                   |
| 2002      | Bez śladu                      | Robert          | epizod                   |
| 2005      | Sue Thomas: Słyszące oczy FBI  | Danny           | epizod                   |
| 2006      | Tajemnice Smallville           | Javier Ramirez  | epizod                   |
| 2006      | Bracia i siostry               | Gabriel Traylor | 4 odcinki                |
| 2009      | Lincoln Heights                | Andrew Ortega   | 8 odcinków               |
| 2011      | Teen Wolf: Nastoletni wilkołak | Scott McCall    | rola główna              |
| 2019      | Now Apocalypse                 | Gabriel         |                          |

## Nagrody
| Rok  | Nagroda            | Kategoria                                | Film                           |
| ---- | ------------------ | ---------------------------------------- | ------------------------------ |
| 2012 | ALMA Award         | Ulubiony aktor telewizyjny – główna rola | Teen Wolf: Nastoletni wilkołak |
| 2012 | Teen Choice Awards | Wybór gwiazdy telewizyjnej lata          | Teen Wolf: Nastoletni wilkołak |
| 2017 | Teen Choice Awards | Wybór gwiazdy telewizyjnej lata          | Teen Wolf: Nastoletni wilkołak |